# Eugênio de Castro (Rio Grande do Sul)
Eugênio de Castro é um município brasileiro do estado do Rio Grande do Sul.

## História
As primeiras famílias a residirem no município chegaram em 1920. Vieram os Marcondes, os Teixeira, os Rodrigues, Ribeiro, Cardoso, Ramos e Caré. Em 1927 registra-se a chegada de Eugênio de Castro e sua família, posteriormente ele viria a emprestar o nome ao povoado.
Em 1930 abria as portas a primeira escola da comunidade e em 1934 inaugurava-se a primeira casa comercial.
O município foi criado através da lei estadual de número 8582/88, desmembrando-se de Santo Ângelo.

## Geografia
Pertence à Mesorregião do Noroeste Rio-Grandense e à Microrregião Santo Ângelo.
Limita-se com os municípios de Entre-Ijuís, Jóia, Augusto Pestana, Coronel Barros e São Miguel das Missões.

## Economia
A economia de Eugênio de Castro baseia-se na agricultura e na pecuária. O município é constituído por pequenas e médias propriedades rurais onde são produzidos soja, trigo e milho, e criam-se suínos, bovinos e produz-se leite.